# Scriptor Alapítvány
A szatmárnémeti Scriptor Alapítvány 1993-ban alakult, eredeti tevékenységi területe a szatmári magyar sajtó, annak munkatársai, és a helyi magyar kultúra támogatása volt. 
Az alapítvány vezetősége, célkitűzései az utóbbi években megváltozott, átalakult. Jelenlegi elnöke Szilágyi Ferenc. Kiadja a Szamos című kulturális havi lapot, vetélkedőket rendez, pályázatokat hirdet, menedzseli, megjelenteti a Hírlap Könyvek sorozatot.